# Pod Jaworzynką
Pod Jaworzynką, Jaworzynka, Polana pod Jaworzyną – polana w Gorcach na północnych stokach Jaworzyny, powyżej przełęczy Przysłop. Nazwa polany pochodzi od jaworów, które zapewne w dawniejszych czasach licznie rosły w tej okolicy. Polana ma powierzchnię 2,51 ha i położona jest na wysokości 980–1026 m n.p.m. Jeszcze długo po II wojnie światowej polana była wypasana, później już tylko sporadycznie koszona.
Przy szlaku turystycznym, na jednej z kulminacji Jaworzynki stoi stylowy szałas składający się z 3 pomieszczeń: stajni, boiska i pomieszczenia mieszkalnego zwanego izbicą. Postawiony jest na kamiennych „peckach”, szpary między belkami drewnianymi są utkane trawą i dodatkowo ocieplone deskami.
Na polanie wiosną masowo zakwita szafran spiski zwany krokusem, późną wiosną na bardziej wilgotnych miejscach gółka długoostrogowa z rodziny storczykowatych. Latem na obrzeżach lasu kwitnie jaskier platanolistny i bodziszek leśny, późnym latem dziewięćsił bezłodygowy i goryczka trojeściowa. Na zachodniej, bardziej suchej części polany dominuje bliźniczka psia trawka – gatunek charakterystyczny dla jałowych i suchych gleb. Na pozostałych częściach polany przeważają takie gatunki traw, jak: śmiałek darniowy, mietlica pospolita, kostrzewa czerwona. Nad polaną pojawiają się ptaki drapieżne kobuz, myszołów zwyczajny, pustułka, krogulec, czy jastrząb gołębiarz, polujące głównie na gryzonie i mniejsze ptaki.
Polana jest dobrym punktem widokowym. Roztaczają się z niej szerokie widoki, głównie na Beskid Wyspowy, ale widoczne są także wzniesienia Beskidu Sądeckiego i Niskiego. Opracowana przez Gorczański Park Narodowy i zamontowana na polanie tablica zawiera rysunek panoramy widokowej z opisem oglądanych szczytów.
Według Józefa Nyki nazwa szczytu Jaworzyna została błędnie przeniesiona na szczyt z położonej na jego zboczu polany, a sam szczyt prawidłowo powinien się nazywać Solnisko Jaworzyńczańskie. Nazwa ta uległa jednak zapomnieniu i obecnie powszechnie na mapach i w przewodnikach używana jest nazwa Jaworzyna, lub Jaworzynka.
Polana znajduje się na obszarze Gorczańskiego Parku Narodowego (obwód ochronny Turbacz), w granicach wsi Lubomierz, w województwie małopolskim, w powiecie limanowskim, w gminie Mszana Dolna.

## Szlaki turystyki pieszej
przełęcz Przysłop – Pod Jaworzynką – Podskały – Adamówka – Gorc Troszacki – Kudłoń – Pustak – Przysłopek – przełęcz Borek – Hala Turbacz – Turbacz. Odległość 11,4 km, suma podejść 810 m, suma zejść 470 m, czas przejścia 3 godz. 35 min, z powrotem 3 godz.

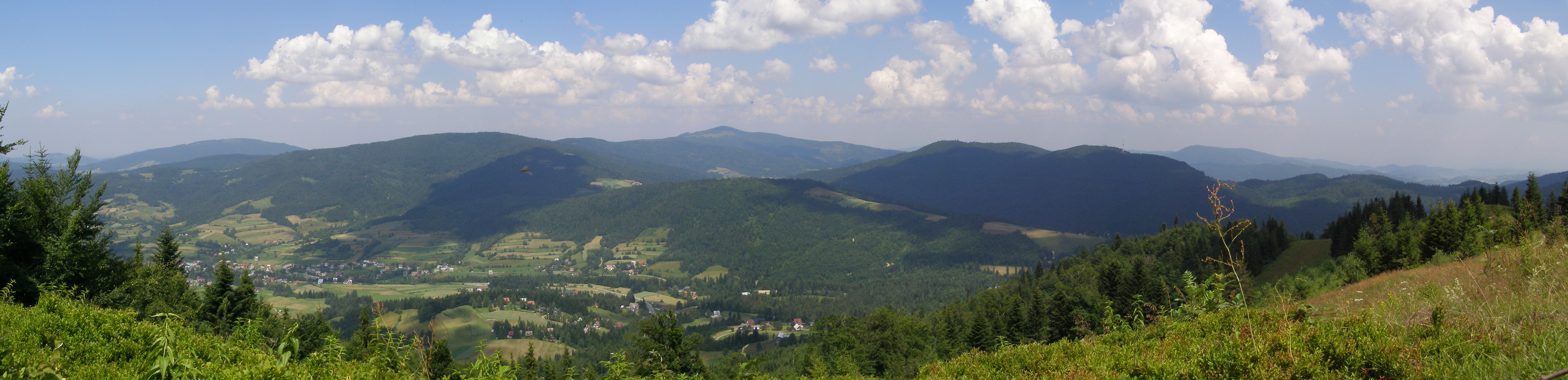
Panorama widokowa na Beskid Wyspowy z polany Jaworzynka
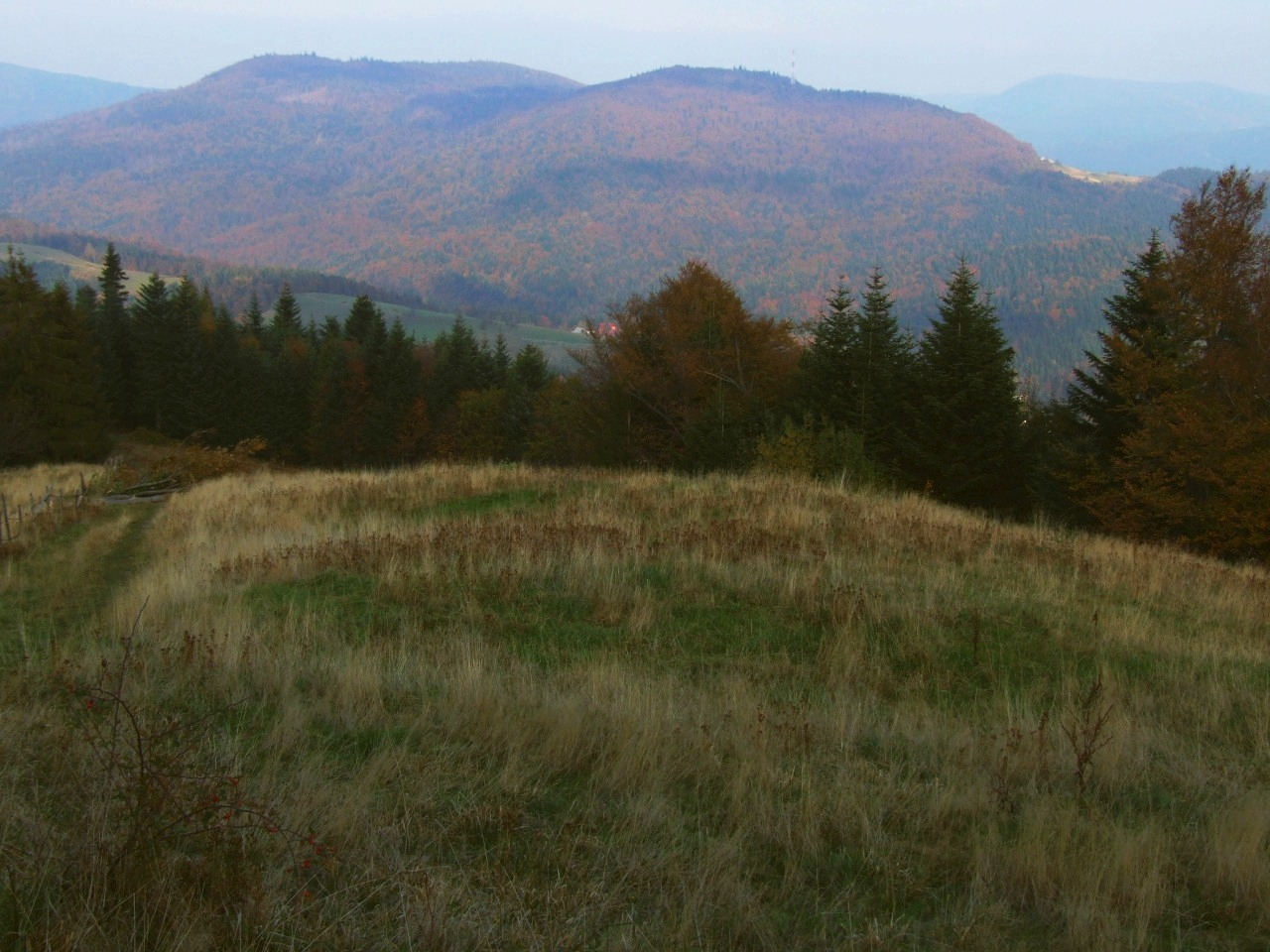
Widok z polany na południową część Gorców (od lewej: Wielki Wierch i Kiczora Kamienicka)
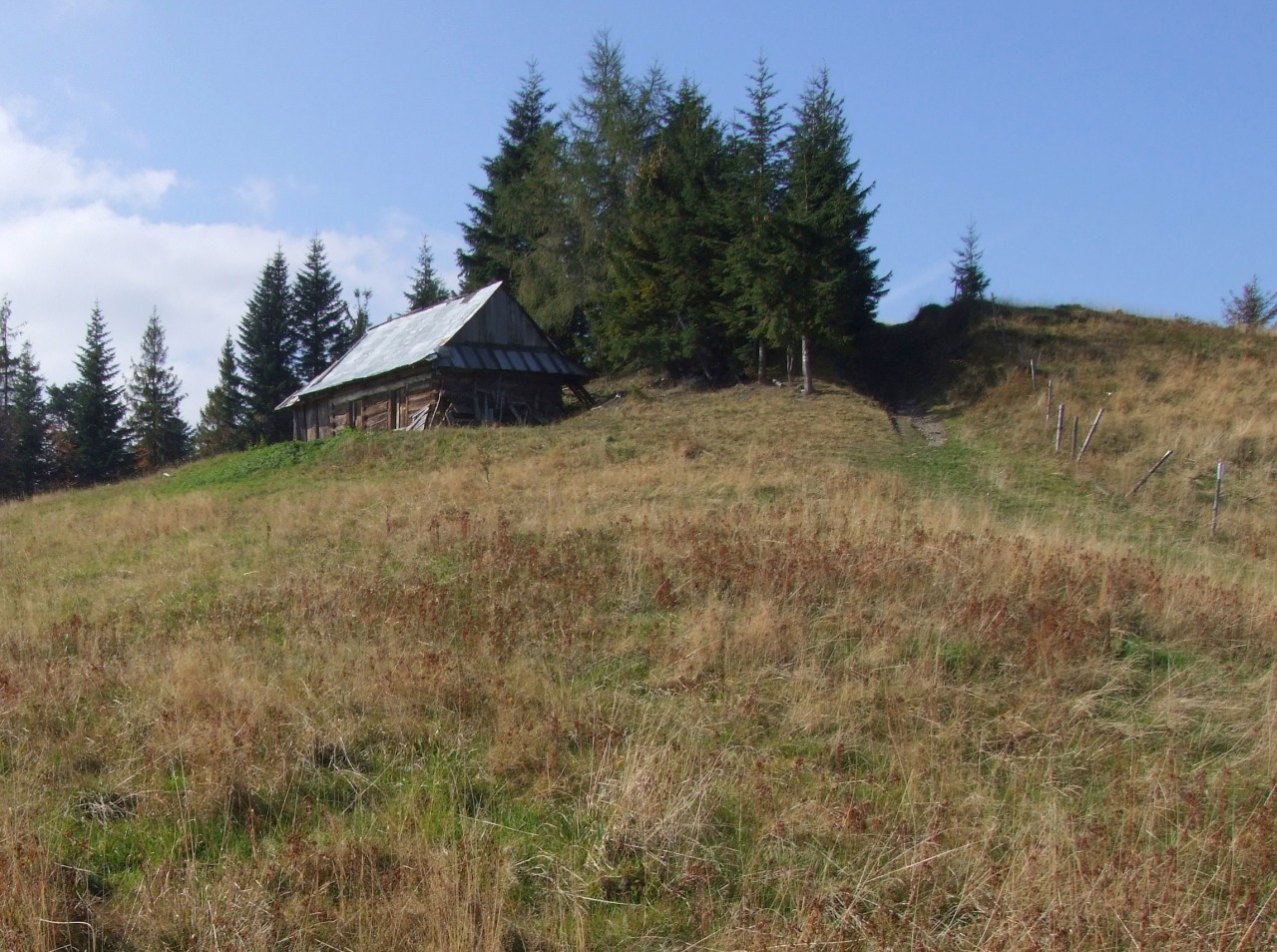
Stylowy szałas